# Cloreto de fenilmagnésio
Cloreto de fenilmagnésio é um composto químico do grupo dos derivados de benzeno e compostos organometálicos e pertence aos compostos de Grignard. Possui fórmula química C6H5ClMg.
Um dos métodos para produzir o composto, com 85% de eficiência, é aquecer um tubo selado contendo clorobenzeno e magnésio, a 150-160o por três horas.